# HMS M2
HMS M2 var tillsammans med HMS M1 ett svenskt protoypfartyg för minsvepning för den kommande M-serien om totalt 26 fartyg. Fartyget var grundgående och av typ 'minsvepare mindre' för att användas vid minröjning i trånga och grunda farleder och vikar som krävde god manöverbarhet.
Efter utrangeringen överläts hon tillsammans med HMS M1 till Sjöfartsverket. Det är dock oklart om hon någonsin användes för sjömätning eller om hon såldes vidare.